# Ivana Myšková
Ivana Myšková (* 1981 Roudnice nad Labem) je česká spisovatelka a novinářka.

## Život
Vystudovala tvůrčí psaní a mediální komunikaci na Literární akademii v Praze. Její prozaický debut byl původně psán jako diplomová práce na akademii. Pracovala pro kulturní pořad Mozaika na Českém rozhlase Vltava; nejprve spolupracovala jako recenzentka, od roku 2007 jako stálá externí spolupracovnice, v letech 2010–2013 pak jako zaměstnankyně rozhlasu.
Novela Nícení byla nominována například na cenu Česká kniha 2013 a Cenu Josefa Škvoreckého 2013, sbírka povídek Bílá zvířata jsou velmi často hluchá pak na Literu za prózu v roce 2018.

## Dílo
- Odpoledne s liliputem, 2007 – rozhlasová hra
- Nícení, Fra, 2012, dotisk 2013 – novela
- Bílá zvířata jsou velmi často hluchá, Host, 2017 – sbírka povídek